# The Cut (London)

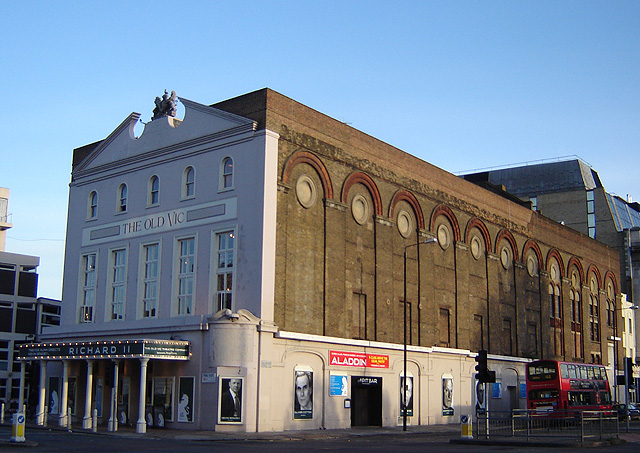
Das Old Vic Theatre
am The Cut in Lambeth

The Cut (früher New Cut) ist eine Straße in London zwischen der Waterloo Road im Stadtteil Lambeth und der Blackfriars Road im Stadtteil Southwark. Das Old Vic Theatre liegt am westlichen Ende in Lambeth und das Young Vic Theatre befindet sich etwas weiter östlich die Straße entlang. Am östlichen Ende in Southwark liegt die U-Bahn-Station Southwark.
The Cut ist Teil der B300 zwischen der Borough High Street und der Westminster Bridge Road.